# Acontium album
Acontium album är en svampart som beskrevs av Morgan 1902. Acontium album ingår i släktet Acontium, divisionen sporsäcksvampar och riket svampar.   Inga underarter finns listade i Catalogue of Life.